# Can vei la lauzeta mover

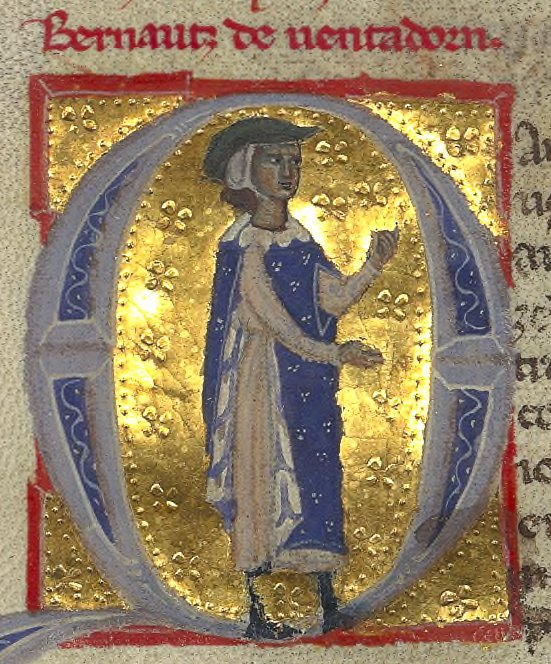
Bernart de Ventadorn in una miniatura del manoscritto BnF 12473.

Can vei la lauzeta mover è una canso in lingua occitana antica composta da Bernart de Ventadorn, trovatore provenzale del XII secolo. 
Nella Bibliographie der Troubadours è repertoriata con l'incipit alternativo Quan vei l'alauzeta mover (BdT n. 70/43).

## Contenuto
L'immagine dell'allodoletta («lauzeta») in volo crea un'immediata moltiplicazione ascensionale dei livelli semantici, proponendo al lettore la consueta leggerezza del canone linguistico, un insolito episodio d'ambientazione primaverile e, non ultimo, una prova d'elevazione contemplativa.
Il medesimo espediente ha ampia diffusione nelle letterature romanze. Nella Commedia, in due emblematiche terzine del XX canto del Paradiso, Dante scorge i tratti dell'«allodetta» nell'Aquila in quanto emanazione formale di Dio nei gradi di «imago», «'mprenta», ed «etterno piacere».
|   | Can vei la lauzeta, vv. 1-8     |  | Commedia, Paradiso XX, vv. 73-78      |
|   |                                 |  |                                       |
|   | Can vei la lauzeta mover        |  | Quale allodetta che 'n aere si spazia |
|   | De joi sas alas contra.l rai,   |  | prima cantando, e poi tace contenta   |
|   | Que s’oblid’ e.s laissa chazer  |  | de l'ultima dolcezza che la sazia,    |
|   | Per la doussor c’al cor li vai, |  | tal mi sembiò l'imago de la 'mprenta  |
| 5 | Ai! tan grans enveya m’en ve    |  | de l'etterno piacere, al cui disio    |
|   | De cui qu’eu veya jauzion,      |  | ciascuna cosa qual ell' è diventa.    |
|   | Meravilhas ai, car desse        |  |                                       |
|   | Lo cor de dezirer no.m fon.     |  |                                       |
|   |                                 |  |                                       |

La tornada si apre con l'appellativo «Tristans», nel chiaro intento evocativo del celebre personaggio di Tristano. Secondo alcuni studiosi, si tratterebbe di un senhal per il conte trovatore Raimbaut d'Aurenga.

## Struttura
È composta da 7 coblas unissonans, ciascuna di 8 versi ottosillabi, e da una tornada di 4 versi. Lo schema metrico è pertanto ABABCDCD.

## Fonti
I testimoni manoscritti che restituiscono il materiale musicale sono i canzonieri W (BnF fr. 844, cd. Manuscrit du Roi), G (Ambrosiano 71 sup.) ed R (BnF fr. 22543, cd. Chansonnier d'Urfé), ai quali si aggiunge il contrafactum nel canzoniere X (BnF fr. 20050, cd. Chansonnier Saint Germain) che riporta la melodia ventadoriana su lirica Plaine d'ire et de desconfort.
In tutti i casi si registrano varianti morfologiche - «aloete» (W), «laudeta» (G), «lauzeta» (R) - tipiche del quadro linguistico volgare duecentesco.

## Testo
|    | I Can vei la lauzeta mover            |
|    | De joi sas alas contra.l rai,         |
|    | Que s’oblid’ e.s laissa chazer        |
| 4  | Per la doussor c’al cor li vai,       |
|    | Ai! tan grans enveya m’en ve          |
|    | De cui qu’eu veya jauzion,            |
|    | Meravilhas ai, car desse              |
| 8  | Lo cor de dezirer no.m fon.           |
|    | II Ai, las! tan cuidava saber         |
|    | D’amor, e tan petit en sai,           |
|    | Car eu d’amar no.m posc tener         |
| 12 | Celeis don ja pro non aurai.          |
|    | Tout m’a mo cor, e tout m’a me ,      |
|    | E se mezeis e tot lo mon!             |
|    | E can se.m tolc, no.m laisset re      |
| 16 | Mas dezirer e cor volon .             |
|    | III Anc non agui de me poder          |
|    | Ni no fui meus de l’or’ en sai        |
|    | Que.m laisset en sos olhs vezer       |
| 20 | En un miralh que mout me plai.        |
|    | Miralhs, pus me mirei en te,          |
|    | M’an mort li sospir de preon,         |
|    | C’aissi.m perdei com perdet se        |
| 24 | Lo bels Narcisus en la fon.           |
|    | IV De las domnas me dezesper          |
|    | Ja mais en lor no.m fiarai!           |
|    | C’aissi com las solh chaptener,       |
| 28 | Enaissi las deschaptenrai.            |
|    | Pois vei c’una pro no m’en te         |
|    | Vas leis que.m destrui e.m cofon,     |
|    | Totas las dopt’ e las mescre,         |
| 32 | Car be sai c’atretals se son.         |
|    | V D’aisso.s fa be femna parer         |
|    | Ma domna, per qu’e.lh o retrai ,      |
|    | Car no vol so c’om deu voler,         |
| 36 | E so c’om li deveda, fai.             |
|    | Chazutz sui en mala merce,            |
|    | Et ai be faih co.l fols en pon;       |
|    | E no sai per que m’esdeve,            |
| 40 | Mas car trop puyei contra mon.        |
|    | VI Merces es perduda, per ver,        |
|    | Et eu non o saubi anc mai,            |
|    | Car cilh qui plus en degr’aver,       |
| 44 | No.n a ges, et on la querrai          |
|    | A! can mal sembla, qui la ve,         |
|    | Qued aquest chaitiu deziron           |
|    | Que ja ses leis non aura be,          |
| 48 | Laisse morrir, que no l’aon.          |
|    | VII Pus ab midons no.m pot valer      |
|    | Precs ni merces ni.l dreihz qu’eu ai, |
|    | Ni a leis no ven a plazer             |
| 52 | Qu’eu l’am, ja mais no.lh o dirai.    |
|    | Aissi.m part de leis e.m recre!       |
|    | Mort m’a, e per mort li respon,       |
|    | E vau m’en, pus ilh no.m rete,        |
| 56 | Chaitius, en issilh, no sai on.       |
|    | T Tristans, ges no.n auretz de me,    |
|    | Qu’eu m’en vau, chaitius, no sai on.  |
|    | De chantar me gic e.m recre,          |
| 60 | E de joi e d’amor m’escon.            |
|    |                                       |